# Elisabeth Schroedter
Elisabeth Schroedter (n. 11 martie 1959, Dresda, RDG) este un om politic german, membru al Parlamentului European în perioada 1999-2004 din partea Germaniei.
1. 1 2  The International Who's Who of Women 2006[*] Verificați valoarea |titlelink= (ajutor)
2. ↑  Deputații în Parlamentul European
3. ↑  Deputații în Parlamentul European